# Blockade (Film)
Blockade ist ein US-amerikanisches Filmdrama von William Dieterle aus dem Jahr 1938 nach einer Erzählung von John Howard Lawson.

## Handlung
Spanien im Frühling 1936: Der Bauer Marco liebt seine Heimat. Er sehnt den Tag herbei, an dem er sich einen Traktor leisten kann. Marco und sein Freund Luis werden Zeuge, wie ein teures Auto liegen bleibt. Am Steuer ist Norma, die nach Castelmare will. Mit Hilfe seiner Rinder schleppen Marco und Luis den Wagen zum Ziel. Norma will ihren Vater Basil, einen Kunst- und Antiquitätenhändler, besuchen. Auch als einfacher Bauer kennt sich Marco in der Kunst aus. Er bewundert Normas Schönheit, die ihrerseits Gefallen an Marco findet. Und obwohl sich Norma nach einem einfachen Leben wie das Marcos sehnt, sind die Unterschiede ihrer Lebensumstände für eine Beziehung zu groß.
Als Marco und Luis von Castelmere zurückkehren, hören sie Schüsse. Der Bürgerkrieg hat begonnen. Norma, Basil und Andre, Basils Partner, versuchen, aus der Kampfzone zu kommen, während Marco seine Nachbarn dazu auffordert zu Waffen zu greifen und für ihr Land zu kämpfen. Er formiert die Leute, die sich ihm anschließen, zu einer Kampfgruppe. Für seinen Mut wird er zum Leutnant in der republikanischen Armee gemacht.
Einige Zeit später begegnet Marco in einer Bar Basil, der als Bauer gekleidet ist, jedoch teure Schuhe trägt. Da er Basil nie vorher begegnet ist, erkennt er in ihm nicht Normas Vater, der als Geheimagent arbeitet. Marco kommt der Mann verdächtig vor und er folgt ihm. Basil will seinen Verfolger erschießen, doch wird er von Marco in Notwehr getötet. Norma kommt nach Hause und ist schockiert über den Tod ihres Vaters. Sie glaubt nicht, dass Marco, der ihren Vater getötet hat, ihr helfen will. Während eines Luftangriffes bringt Marco Norma in einem Keller in Sicherheit, doch werden sie dort verschüttet, bis Luis sie wieder ausgräbt.
Norma verschwindet, bis Andre sie im Hauptquartier von General Vellejo findet. Andre arbeitet für die Gegenseite, ist aber mit Vellejo befreundet. Er will, dass Norma für ihn arbeitet. Zwar lehnt sie ab, doch sie erkennt, dass sie ohne Andres Hilfe getötet werden wird. Arbeitet sie mit ihm zusammen, kann sie das Land verlassen. Andre schickt sie zurück nach Castelmere. Im Zug trifft Norma auf Marco. Er sagt ihr, dass es ihm egal sei, was sie mache. Sie solle nur vorsichtig sein. Norma lernt den englischen Journalisten Eddie kennen, der über den Krieg berichtet. Von ihm erfährt sie, dass die Feinde eine Blockade errichtet und Castelmere abgeriegelt haben.
Wochen später leiden die Einwohner der Stadt unter dem Mangel an Nahrung. Norma fühlt sich verantwortlich, da sie dem Feind geholfen hat. Als sie mit Eddie durch die belagerte Stadt geht, bricht sie unter der Anspannung zusammen. Sie gesteht Marco ihren Verrat, der sie jedoch gehen lässt, um den Feind von geänderten Plänen zu überzeugen. Marco traut Norma nicht und lässt das feindliche Hauptquartier bombardieren. Als er dort ankommt, findet er heraus, dass Norma ihm doch helfen wollte, doch nun wütend über sein Misstrauen ist.
Die Bewohner werden Zeuge, wie ein Schiff, das Vorräte bringen soll, versenkt wird. Vellejo kommt in die Stadt, Marco sucht um Nachsicht für Norma nach. Doch Norma will nur den bedrohten Einwohnern helfen. Sie zeigt Andre als Spion an, doch entdeckt schon bald, dass Vellejo seinerseits die ganze Zeit mit Andre zusammengearbeitet hat. Andre gibt zu, dass er Basils Entdeckung verursacht habe und dass Norma ihm noch einmal helfen müsse. Marco deckt auf, dass das gesunkene Schiff ein Köder war und das richtige Versorgungsschiff gerade ankommt. Vellejos Reaktion zeigt ihm, dass Vellejo ein Betrüger ist. Norma kann Andres Waffe an sich bringen und auf Andre schießen, wird aber zusammen mit Marco von Vellejo gefangen genommen, der sie als Verräter darstellen will. Als die Leute das ankommende Schiff begrüßen, bringt er sie von den Kommandanten. Der Kommandant glaubt jedoch Marco und Norma und lässt Vellejo verhaften. Er bietet den beiden an, ihr Glück in einem anderen Land zu suchen. Doch Marco weiß, dass sie keinen Frieden finden werden, weil der Kampf nie enden wird.

## Hintergrund
Blockade wurde vom 16. Februar bis zum 15. Mai 1938 in den Samuel Goldwyn Studios Culver City gedreht. Die Außenaufnahmen entstanden am Los Angeles River. Die Premiere fand am 3. Juni 1938 in Los Angeles statt, eine weitere am 16. Juni 1938 in der Radio City Music Hall, New York, Kinostart war am 17. Juni 1938.
Der Film zog Proteste aus dem konservativen Lager mit sich. Besonders katholische Organisationen wie die Kolumbusritter beschuldigten die Filmemacher, mit dem linken Lager zu sympathisieren. In Boston kam es zu Protesten von Katholiken, die den Film verbieten lassen wollten, was der Bürgermeister der Stadt jedoch ablehnte.
Auch in Spanien kam es zu Protesten von Seiten der Franquisten, die den Film und alle zukünftigen Produktionen von Walter Wanger verbieten lassen wollten. Doch Wanger selber antwortete, er werde den Film nicht ändern, er würde keine Seite des spanischen Bürgerkrieges bevorzugen. Genau dies war jedoch der Kritikpunkt. Der Film nahm keinerlei Stellung und benannte keine der im Film kämpfenden Seiten.

## Kritiken
Variety beschrieb den Film als ein Plädoyer gegen den Krieg. Doch der Anspruch auf Bedeutung schwände durch kraftlose Schläge.

## Auszeichnungen
1939 erhielt der Film zwei Oscar-Nominierungen. Werner Janssen wurde für die Beste Filmmusik und John Howard Lawson für die Beste Originalgeschichte nominiert.